# Algier (film)
Algier (ang. Algiers) – amerykański film z 1938 roku w reżyserii Johna Cromwella.

## Obsada
- Charles Boyer
- Sigrid Gurie
- Hedy Lamarr
- Joseph Calleia
- Alan Hale Sr.
- Gene Lockhart
- Walter Kingsford

## Nagrody i nominacje
| Nazwa nagrody | Wygrane            | Nominacje |
| ------------- | ------------------ | --- |
| Oscar         | 1939 bez rezultatu | 1939 Najlepszy aktor pierwszoplanowy Charles Boyer Najlepszy aktor drugoplanowy Gene Lockhart Najlepsza scenografia Alexander Toluboff Najlepsze zdjęcia James Wong Howe |